# 唐马塞杜-科斯塔
唐马塞杜-科斯塔（葡萄牙語：Dom Macedo Costa）是巴西巴伊亚州的一个市镇。总面积93.215平方公里，总人口3780人，人口密度40.6人/平方公里。